# おにぎり

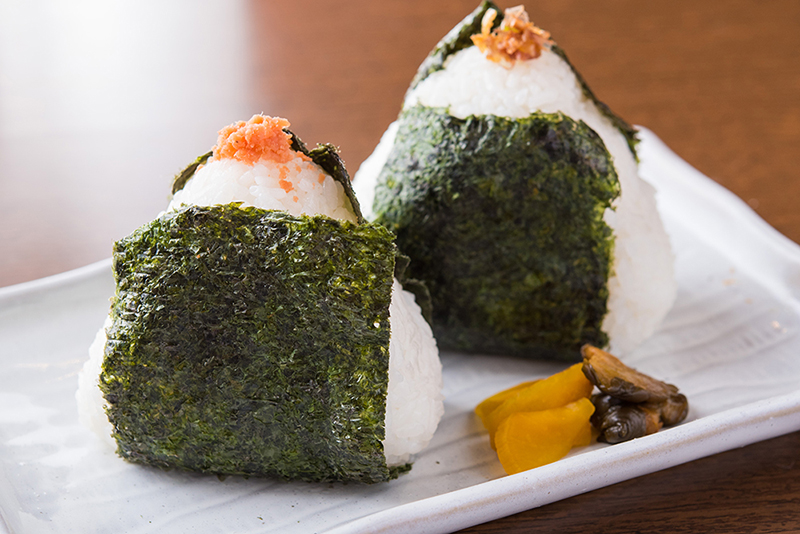
塩鮭を具材としたおにぎり。

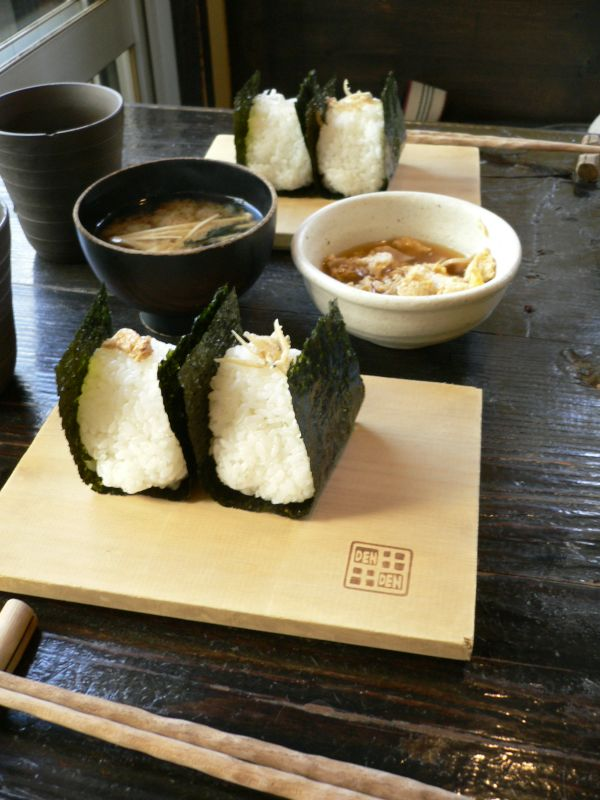
おにぎり（手前と奥）と味噌汁など。

おにぎりまたは、おむすび、握り飯（にぎりめし）は、ご飯を三角、俵、円柱形などに成形し、海苔でつつんだ日本の食べ物。白米の中に梅干しや昆布、塩鮭など酸味、塩味のある具材を入れることが多い。

## 特徴
携行性に優れていて、手づかみで食べられることから、日本で古くから今日に至るまで携行食や弁当として重宝されている。元々は残り飯の保存や携行食として発達したが、その後は常食としてのおにぎりが主流となり、現代ではコンビニエンスストアやスーパーマーケットでも販売されている。携行する必要がない居酒屋や定食屋でも提供されるほど、日本の食文化に定着している。日本のコンビニエンスストアや外食・中食店の海外進出、日本滞在経験を持つ外国人の増加に伴い、世界各国でおにぎりが販売されるようになっている。

## 歴史

### 先史時代

#### 杉谷チャノバタケ遺跡出土
1987年（昭和62年）11月12日、能登半島の中央部にある眉丈山の丘陵部南東の尾根に所在する弥生時代の高地性環濠集落遺跡である杉谷チャノバタケ遺跡（石川県鹿島郡鹿西町〈現・中能登町〉金丸）の弥生時代中期（約2000年前）層に属する竪穴建物の壁際から、握り飯と思われる炭化した米粒の塊が単独で出土した。この炭化米から人間の指によって握られた痕跡が発見されており、当初「最古のおにぎり」として報道された。その後の研究では、炊かれて握られたものというより、おそらく蒸された後に焼かれたものであり、いわばちまきに近いものとされた。それ以降、この遺物は学術上「粽状炭化米塊（ちまきじょう たんかまい かい。表記揺れ：チマキ状炭化米塊）」と呼ばれている。
中能登町では「道の駅織姫の里なかのと」で粽状炭化米塊のレプリカを展示している。

#### 北金目塚越遺跡出土
相模平野の中にある北金目台地（大根川と金目川に挟まれた台地）、現代行政区画上では神奈川県平塚市北金目にある、北金目塚越遺跡（※真田・北金目遺跡群に含まれる遺跡の一つ）の竪穴建物跡の弥生時代後期後半（3世紀）遺構からは、握り飯状に固まった炭化米が発見されている。平塚市の管理名称は「おにぎり状炭化米」。
ただし、握り飯の可能性もあるものの、表面についた籠の痕跡の形状から、握らず籠に入れただけの飯の塊が炭化したものとみるのが無難である。そもそも、弥生土器で現代と同様の精米した粘り気の強い温帯ジャポニカ（狭義のジャポニカ米）を現代同様の炊き干し法（※以降、炊飯方法の詳細は『飯#炊飯法』を参照のこと）で調理すると、土器の器壁に米粒が焦げてへばりつく。弥生土器では穀物の痕跡が確認できる焦げが残る例は少ないという。そして、現時点で想定されている弥生時代中期の炊飯方法は、米と一緒に加熱した水を、沸騰して吹きこぼれたら土器をすぐに傾けて捨て、さらに加熱して米の水分を飛ばした後、土器を横倒しにして上部の米にも火を通す湯取り法の一種である（※湯を捨てた直後は上部の米にはまだ芯が残っている）。この調理方法から見て弥生時代の米は粘り気が中間的な熱帯ジャポニカ（ジャバニカ米）などであったとされ（※もっと粘り気の少ないインディカ〈インディカ米〉では大量の湯で茹でて米粒を膨らませる方法をとる）、横浜市歴史博物館による実験の結果、こうして出来上がったご飯は粘り気が少なく、握り飯にするのは難しいとされる。ただし実験では熱い土器の安全な倒し方と白吹き跡の再現に謎が残った。なお、当時の甑（蒸し器）と思われていた土器は濾し器であったとされ、否定されている。

### 古代

#### 北川表の上遺跡出土
北川表の上遺跡（きたがわおもてのうえ いせき）は、多摩丘陵の谷戸群に発する沖積平野を流れる鶴見川の支流・早渕川流域に所在した遺跡である（港北ニュータウン遺跡群の1つ）。現行行政区画は神奈川県横浜市都筑区早渕三丁目にあたり、現在「味の民芸 港北ニュータウン店」が所在する付近に分布していた。港北ニュータウンの造成に伴って1983年（昭和58年）から1987年（昭和62年）にかけて発掘調査が行われたあと消滅したが、1984年（昭和59年）の発掘調査で、古墳時代後期（5世紀後半- 6世紀後半、約1500-約1400年前）の竪穴建物跡から握り飯と見られる炭化米の最大長約15cmという大きな塊8個が弁当箱に収められた形で出土している。5軒の建物址を留めるこの集落は、弥生時代後期から古墳時代にかけて早渕川流域の拠点的集落として営まれていたと考えられている。

#### 初出
奈良時代初期の養老5年（西暦721年）に成立した地誌『常陸国風土記』の「筑波郡」条には以下の註釈があり、現在知られている限りで、ここに見られる「握飯（当時の読み：にぎりいひ、現代の読み：にぎりいい）」が、握り飯やおにぎりと様々に呼ばれる料理の記録上の初出である。
- ※原文の字は当時の時点での旧字体表記およびこの国に関する用字。訓点あり[18]。書き下し文の字は新字体、文は文語体、仮名遣いは歴史的仮名遣。口語解釈例の仮名遣いは現代仮名遣い。
- ※筑波国（旧：つくはのくに、現：つくばのくに）は、常陸国南部にある筑波郡（旧：つくはのこほり、現：つくばぐん）のこと、あるいは一時期の常陸国。
- ※「風俗說云（風俗説云）」を「風俗諺云」と記す資料もあり、「国の諺に云う」と解釈している。
- ※「以下これを略す」とあるように、写本であるこの現存書では原書に記されていたであろう註釈の続きが割愛されている。

#### 現代型の所出
現代型の握り飯（おにぎり）の直接の起源は、平安時代の「屯食」（とんじき）という食べ物と考えられている。この頃の「屯食」は大型の楕円形（1合半）で、使われているのは蒸したもち米であった。「屯食」が意味するものは時代によって異なり、江戸時代に入ると公家社会では現在の握り飯のことを「屯食」と呼ぶようになった。

### 中世から近代

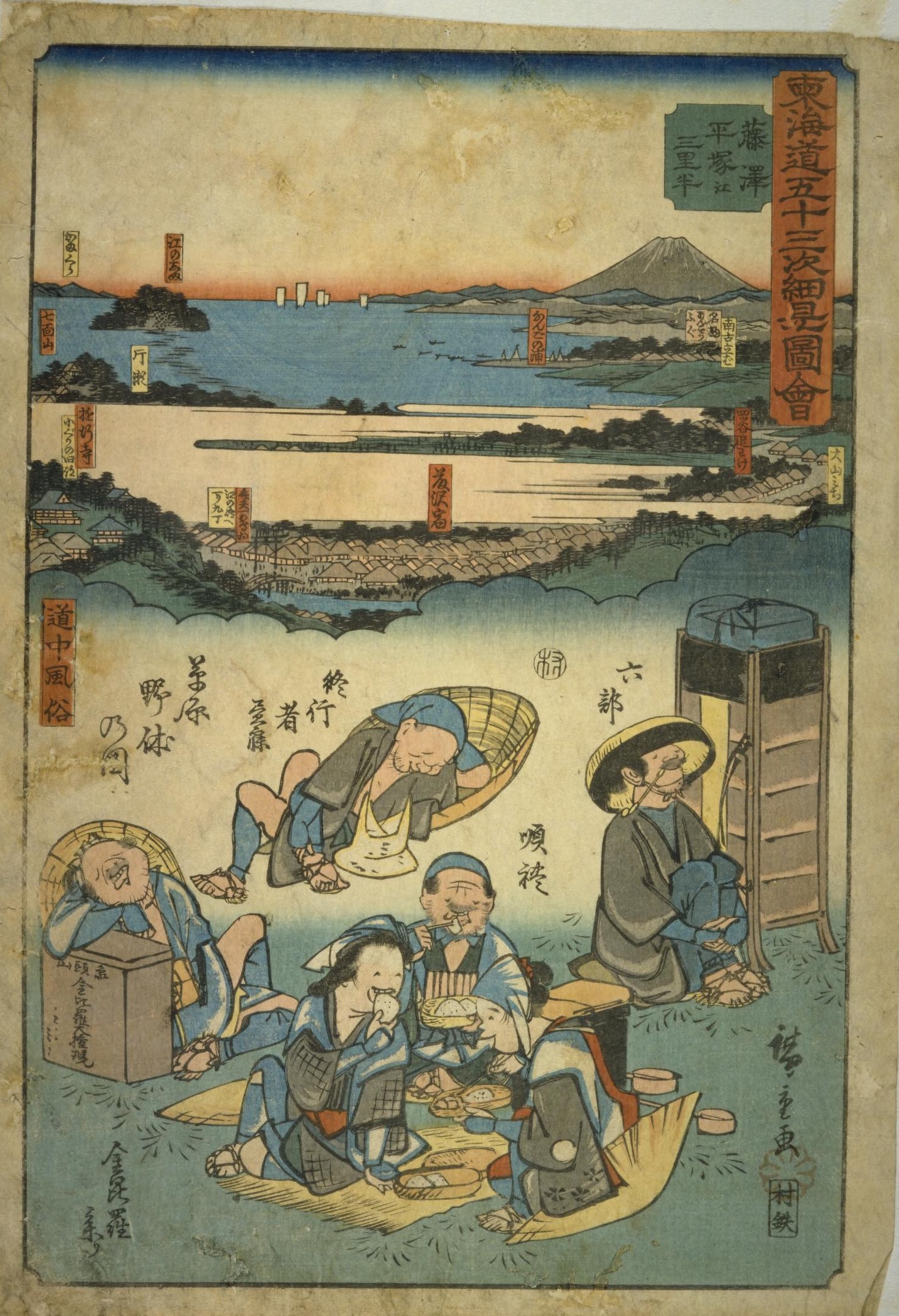
歌川広重『東海道五十三次細見図会 藤沢』
未完の名所浮世絵揃物『東海道五十三次細見図会』（全10図）のうちの1図。弘化2年-3年（1845-1846年）頃の刊行。板元は村鉄。
画面中央に見える藤沢宿へ向かう東海道中、見晴らしのよい所にある草っ原で一休みする旅人達の風俗が描かれている。画面の下段中央で三角形を成している3人は四国遍路（画には『順禮；順礼 =巡礼』『金毘羅参り』とある）で、塩むすびと漬物を詰めたおにぎり弁当を開けて食べている。

鎌倉時代末期頃からは、うるち米が使われるようになった。当時の握り飯は飯をただ握り固めたものか焼き固めたもので、表面に海苔を貼り付ける形式が生まれたのは海苔の養殖が普及し、加工された四角い板海苔が「浅草海苔」として広く販売されるようになった江戸時代後期の元禄年間以降と見られている。ただし幕末間近の嘉永6年（1853年）に編纂された『守貞謾稿』には、握り飯に海苔を巻くとは記載されておらず、一説でははるかに時代を下って1930年（昭和5年）に神戸沖で行われた観艦式の際の海苔景気がきっかけであったともいわれている。海苔は栄養もあり、表面に貼り付ければ食べる際に手に飯粒が付着しない。その便利さも相まって海苔は握り飯に欠かせない食材になったとしている。
横浜市都筑区の上の山遺跡にある墓から出土した、調理痕からおにぎりと考えられる炭化米塊の中から、3枚の銭が発見された。2004年には磯子区の東漸寺貝塚からも4枚の銭入りのおにぎりが発見され、2016年に報告された埼玉県桶川市の大平遺跡の出土品の解析結果には永楽通宝の入ったおにぎりが含まれていた。このことから中世の関東南部では「銭入りおにぎりを墓に入れる」という習慣があったことは確かで、当時のおにぎりに具材を入れることがまったくなければ、銭を入れるという発想が生じるとは考え難く、少なくとも15世紀後半には具材入りのおにぎりが存在していた可能性が高いようである。さらに古くは、1221年の承久の乱で武士に配られたおにぎりに梅干しが入っていたという記録もある。
また、握り飯は古くから戦場における携行食（兵糧）としても活用された。米は糖質を多く含むためすばやくエネルギーとなり、これに梅干しが加わると塩分とクエン酸による疲労回復効果もあり、戦地での携行食として非常に合理的であった。大日本帝国陸軍では兵食の基本となる米麦飯を1合ずつ球形に握り、それを1食当たり2個携行するのが標準であった。しかし水分を多く含むため、高温多湿な熱帯環境下では腐敗しやすく、逆に寒冷地では凍結しやすいという欠点があることから、乾パンなどさらに保存性に優れたレーションも開発され、正式採用された。日本にも小麦や石臼などは古くから伝わっていたが、近代まで製粉技術があまり普及しなかったことに加えて、日本人は小麦粉よりも米を好んできたようである。

### 現代

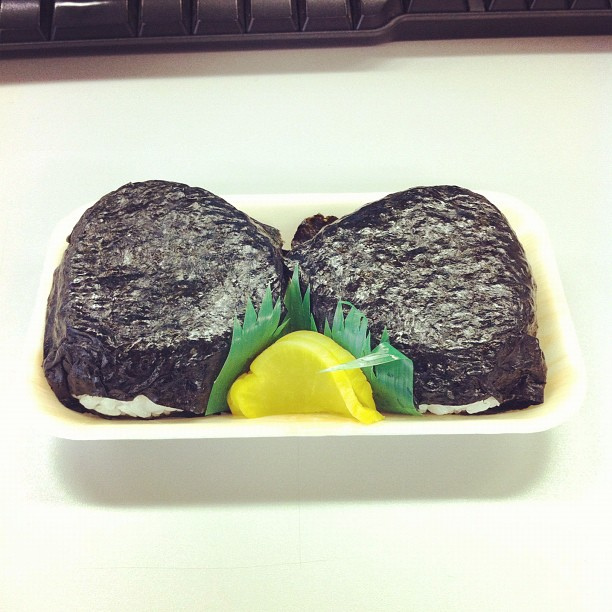
海苔巻きおにぎりであること以外、江戸時代と大差ない現代の廉価なおにぎり弁当

おにぎりと言えば従来は一般家庭で作られるものであったが、第二次世界大戦後の復興期を経て高度経済成長期へ突入してゆく日本社会において、1952年（昭和27年）にスーパーマーケット、次いで1971年（昭和46年）にコンビニエンスストアという新しい小売業態が登場してくる。
コンビニでの販売を皮切りに作り置きのおにぎりが小売店で販売されるようにもなり、加えてそれ以外の業態の専門店でも製造販売される商品になっていった。食品を扱う小売店の弁当コーナーを支える商品としておにぎりは重要視され、特にコンビニでは各社ともに熾烈なおにぎり新商品開発合戦・顧客獲得合戦を繰り広げている。

#### 包装開発史
業者が作り置きのおにぎりを提供するにあたっては、包装技術の革新が普及の鍵を握っていた。優れた包装の開発がこの市場の成立と拡大を可能にした。
1978年（昭和53年）に日本のセブン-イレブンが「パリッコフィルム方式」と呼ばれるおにぎり専用のフィルム包装システムを開発し、国内で売り出した。作り置きの海苔巻きおにぎりといえば、それ以前には、巻かれた海苔が飯の水分に触れているために少なからずしっとりしているもので、本来の海苔がもつ「口融けがよく柔和な『しっとり』」と「爽やかさにも繋がる『パリパリ』」というそれぞれに魅力的な2種類の食感と風味のうちの前者しか味わえないものであったが、パリッコフィルム方式では食べる直前まで海苔と飯がフィルムで隔てられていて食べる段になって初めておにぎりとして完成する形を執っているため、パリパリの食感と風味を消費者に届けることが可能になったのである。この新しさは消費者に大いに受け入れられ、以来、パリパリおにぎりがコンビニエンスストアの主力商品になった。
ただ、パリッコフィルムはそれを剥がして海苔で巻くまでの作業が煩雑であった。1970年代後半、長野県の惣菜屋が手軽に海苔を巻ける画期的なパッケージを考案したことでそれが変わる。そのパッケージに目をつけた問屋が実用化し、人気を博した。その頃、コンビニの数はまだ少なく、パリパリおにぎりはどこでも買えるわけではなかったため、個人経営のパリパリおにぎり専門店が各地に生まれ、パリパリおにぎりブームが起きた。また、そのフィルムは家庭用に販売されたことで、「家庭で作るおにぎりの海苔はしっとりしているもの」というそれまでの常識も覆った。

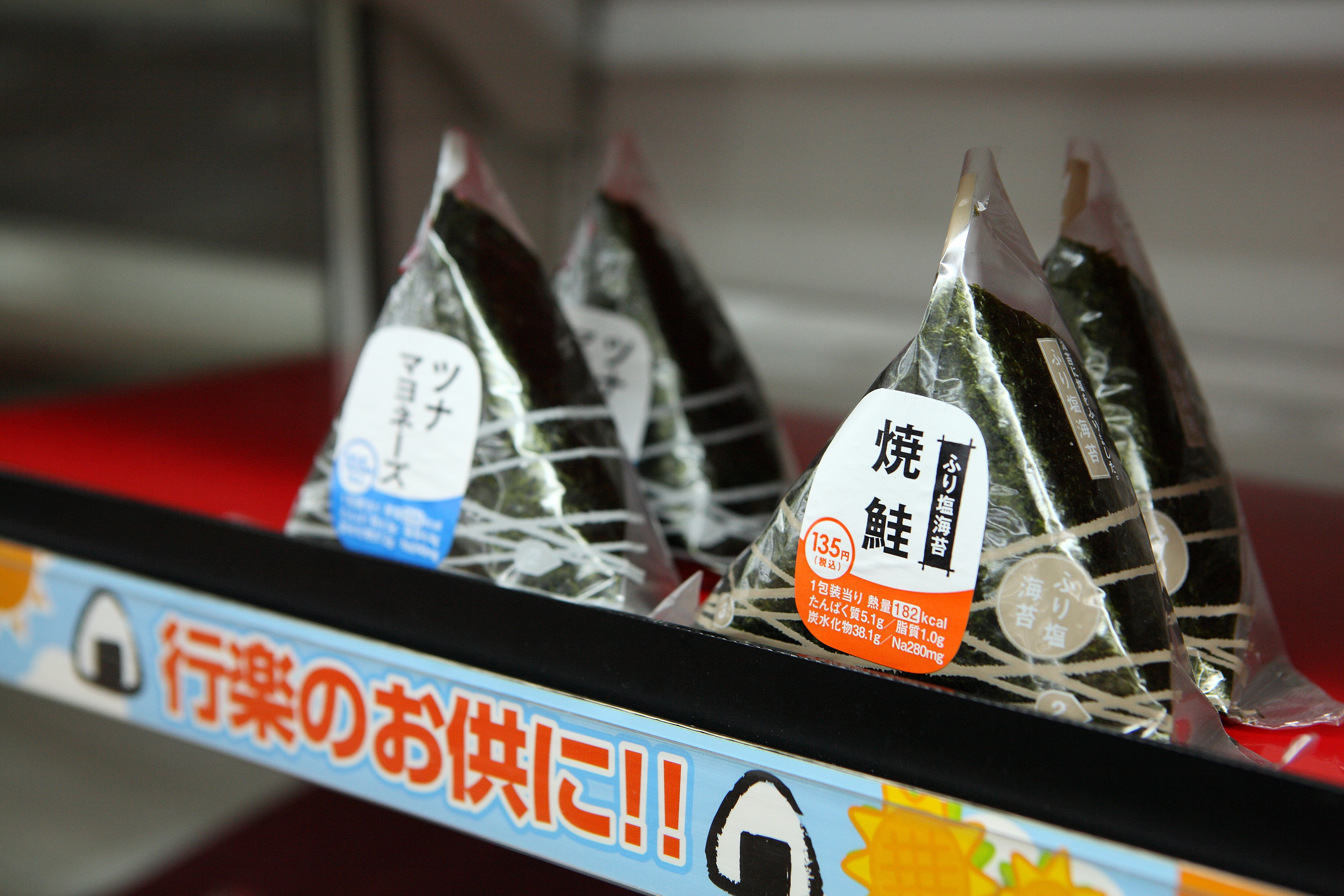
カットテープ方式のフィルムで包装されたコンビニおにぎり／2009年撮影。

その後、1982年（昭和57年）にセブン-イレブンが初期型の｢セパレート方式」を開発。おにぎりを右へ左へと転がしながら開封する方式であった。しかし海苔を巻くのが大変で、失敗してしまう消費者がまだまだ多かった。そこでセブン-イレブンは2年後の1984年（昭和59年）に「パラシュート方式」を開発する。三角形の頂点からわずかに飛び出しているフィルムを摘まんで引き抜くこの方式は、消費者に要求される動作が至極単純で、失敗することが少なかった。ただし、別資料ではパリッコフィルム方式発売の翌年である1979年（昭和54年）7月に早くも改良型と言える「パラシュート方式」を採用した商品「引っ張るだけのおにぎりQ」を志のぶ寿司（現・シノブフーズ）が発売したことを挙げており、このあたりの情報は整理が必要である。いずれにしても「パラシュート方式」は、フィルム剥がしに悩んだ挙句、破れた海苔を飯に合わせて食べる羽目になったり、フィルムの奥に海苔の一片を取り残してしまって寂しい思いをしたり、素手で飯を触っておにぎりを作る羽目になったりする、不器用な消費者の希望に繋がった。ただ、この方式は引き抜きやすくするための油を使っていたため、食感や風味が損なわれるという問題があった。そこで、セブン-イレブンは1986年（昭和61年）に「カットテープ方式」を開発する。この新方式は、真ん中のテープを引き抜いたあと左右のフィルムを外す2段階方式で、油も使わず簡単であったため、一気に普及していった。セブン-イレブンはさらに、改良型にあたる「カットテープ波型方式」を2014年（平成26年）に開発している。これは、三角形の下辺にある開封部が従来品ではまっすぐに切れる方式であったのを、波型に変えてより広く開封できるよう工夫を加えたもので、抵抗が少なく、横を引っ張る際の力も小さくて済むものであった。
また、2001年（平成13年）12月に高級おにぎりが販売市場に登場した際、初めての試みとして包装に和紙が使用され、以後、定着していった。

#### コンビニとスーパーマーケットのおにぎり

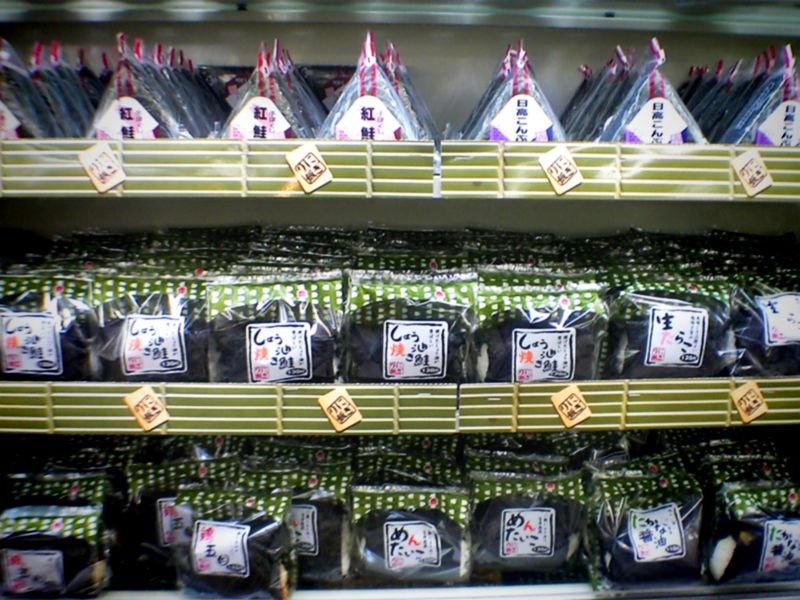
2005年の鎌倉市にて。

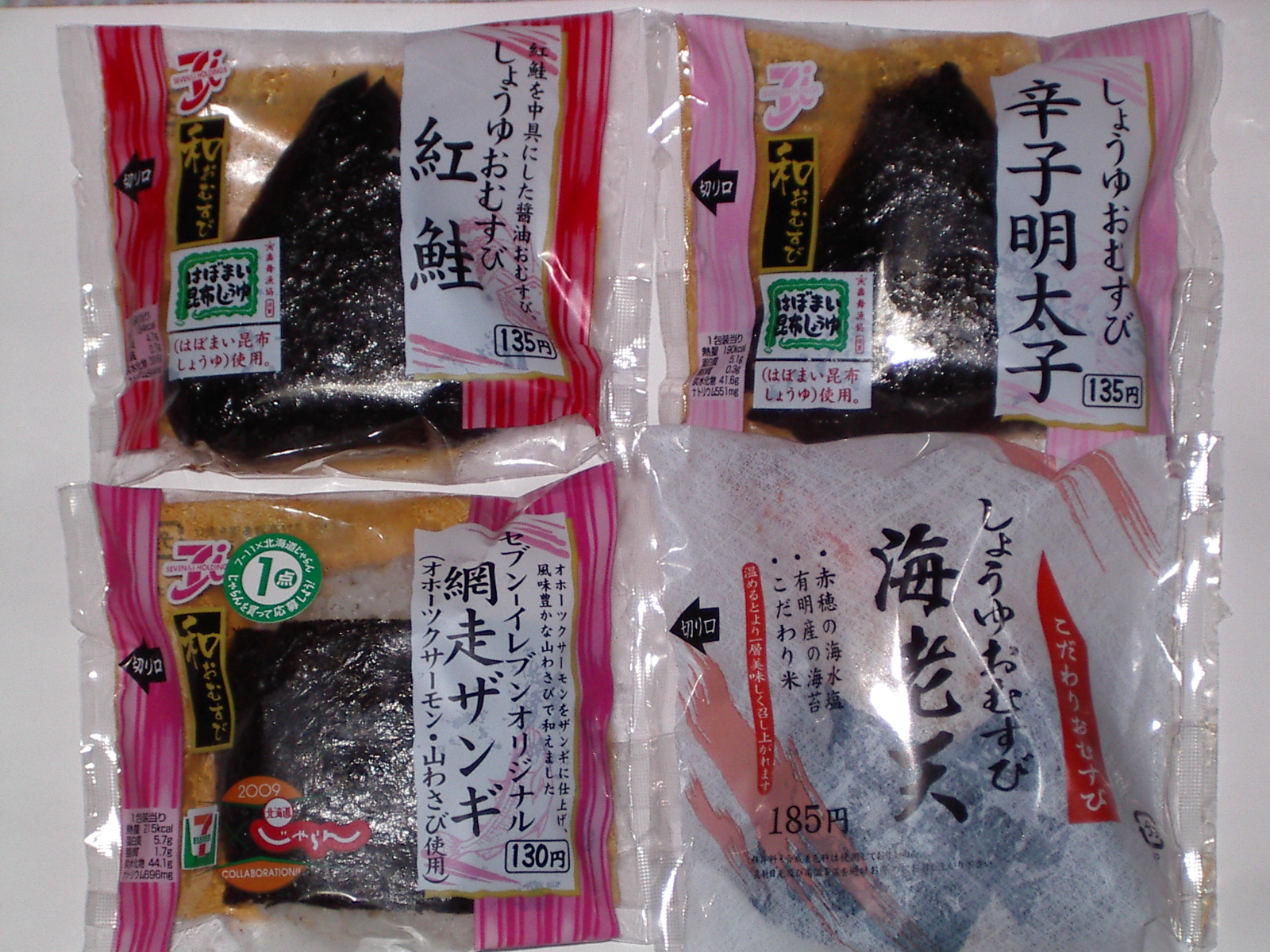
北海道限定品。2000年代末のセブン-イレブンにて。

コンビニやスーパーマーケットなどで販売されるおにぎりは、その多くが食品製造工場などで機械（おにぎり成形機）か専用の押し型を用いて大量生産されている。
まずは、凍らせない冷蔵食品としてのおにぎりと、冷凍食品としてのおにぎりに大別できる。後者はフィルム包装などがされていない一方で、電子レンジで加熱する際に個々のおにぎりをレンジ内で立てておけるよう窪みをつけた合成樹脂製の薄い専用トレーが付属している例が多い。
冷蔵食品のおにぎりでは、個別包装されているものと複数個がパック包装されているものとでは形態が異なる。海苔巻きおにぎりの個別包装の場合、海苔を内部フィルム（おにぎりフィルム）で飯から隔離することによって湿気から保護し、食べる段になって海苔をフィルム越しに手で巻くタイプが通例である。この保護フィルムは食べたい時に簡単に手で抜き取れるよう工夫が凝らしてあり（※詳しくは「#包装開発史」を参照）、いつでも巻きたてのパリパリとした海苔の食感と風味を楽しめる。海苔巻きおにぎり以外のおにぎりで個別包装の場合は、内部フィルムではなく袋状の「おにぎりパック」に包装して販売されていることが多い。また、数個をパック包装している商品では、三角形の窪みをつけた合成樹脂製の専用トレーを用いた例も多い。
冷蔵食品のおにぎりでは、通常、製造から短時間のうちに消費されることを前提とし、保存方法は冷蔵指定、数日以内の消費期限が明記されている。
ごはんを食べよう国民運動推進協議会による2006年（平成18年）の日本における調査では、コンビニでおにぎりを温めてもらう人の割合は、全国平均で約25%であった。地方別では、北海道・東北地方・北関東（茨城県、栃木県、群馬県）が約40 - 60%の間、沖縄県は75%に上った。これらの地域では、店員側から「温めますか」と、店に備え付けの電子レンジを使うかどうかを客に尋ねることが多い。

#### 専門店など

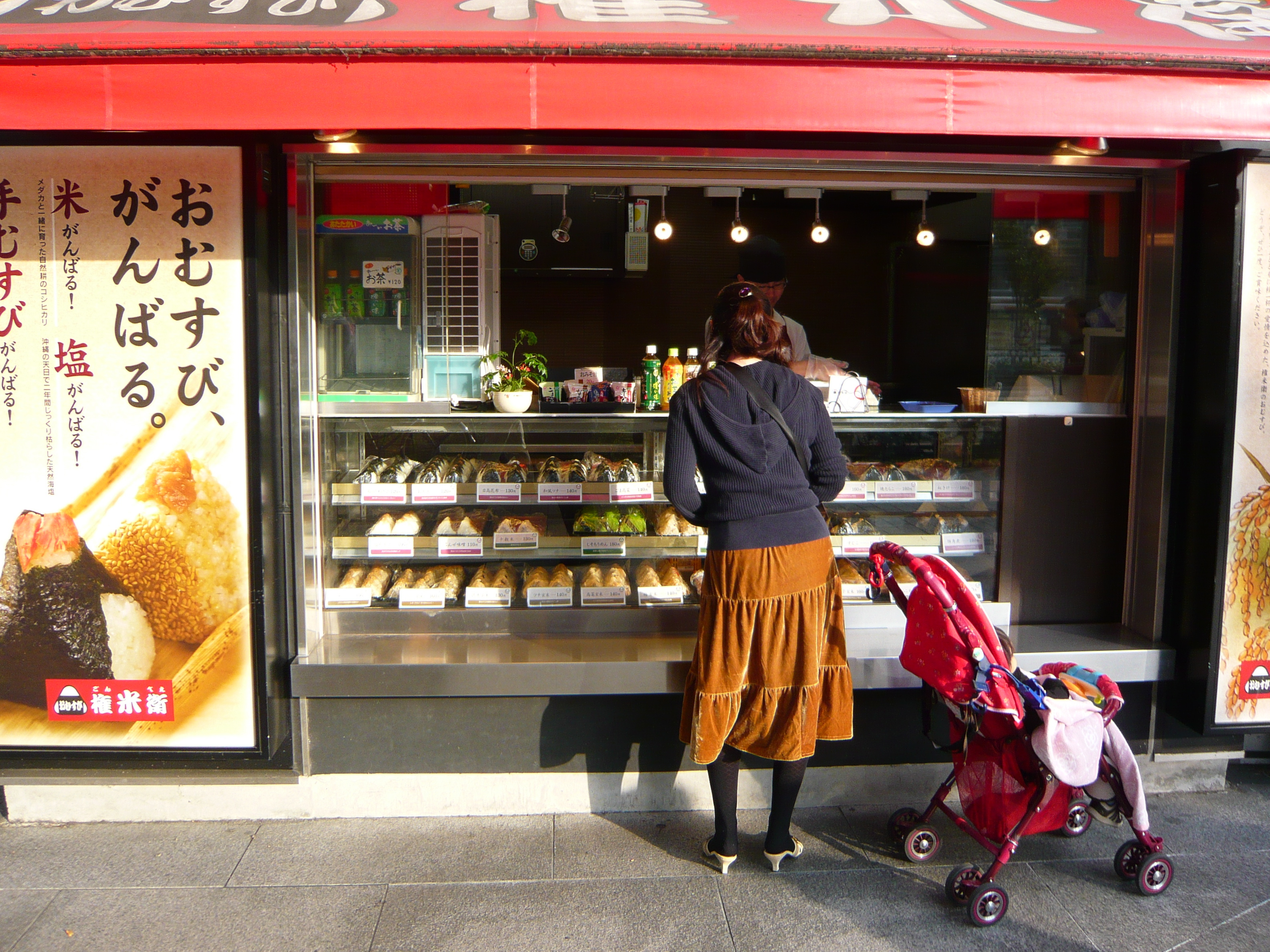
おにぎり製造販売業者の販売店の一例／東京・秋葉原にて2008年撮影。店舗は「おむすび権米衛」。

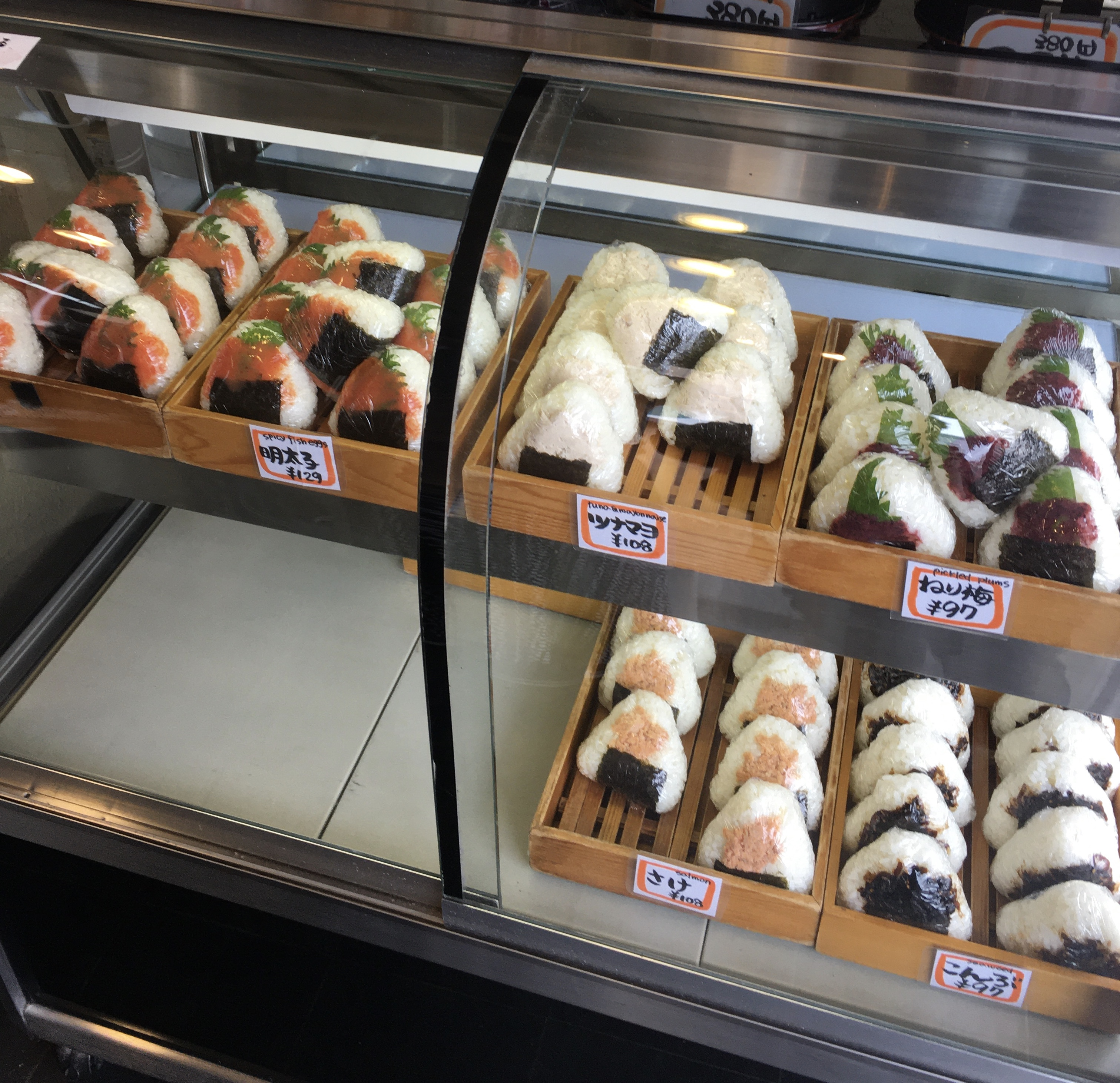
専門店のおにぎり／京都市中京区にて2020年撮影。

おにぎりに特化したファーストフード的な販売店・中食店も存在する。座席（イートインスペース）を設けたり、味噌汁なども併売したりして、その場で食べられるように配慮する店もある。居酒屋では茶漬け、麺類などと並んで、一通り飲み食いした後に食べる、いわゆる「シメ」の一品として好まれている。焼きおにぎりとして提供される場合も多い。
専門店の一つである「おにぎり　浅草　宿六」が『ミシュランガイド東京2019』に掲載されたことがきっかけで、「ぼんご」をはじめとするほかの老舗の専門店にも注目が集まった。また、2020年から起きたコロナウイルスの流行により、テイクアウトや一人で食べることの需要が高まったことや、「おにぎらず」などメニューの多様化が進んだことも、専門店の人気に拍車をかけた。
2024年ごろから生じている米騒動においても、おにぎり専門店の人気は続き、喫茶店チェーンのコメダや雑貨店の3COINSのように異業種からの参入もあった。おにぎり専門店の数は2024年までの4年で倍増した(2020年:1162店、2024年:2055店、食べログ登録件数)。

#### 家庭のおにぎり
家庭で作られるものは、遠足や外出に携行するための弁当の主食および、作り置きの昼食などのために、用意されている。形状は様々で、俗に「バクダンおにぎり」と呼ばれる大きな球形に握り、海苔を巻いたおにぎりもある。作り方によって保存性が変わる。東日本では海苔は焼き海苔を巻いて風味を味わう傾向だが、西日本では味付海苔を巻いて味わう傾向にある。

### ふるさとおにぎり百選
1986年（昭和61年）には当時の食糧庁（現・農林水産省総合食料局）と「ふるさとおにぎり百選審査委員会」が共同で全国から応募のあったおにぎり・おむすび・まぜごはんを選考し、「ふるさとおにぎり百選」として発表した。

### 記念日

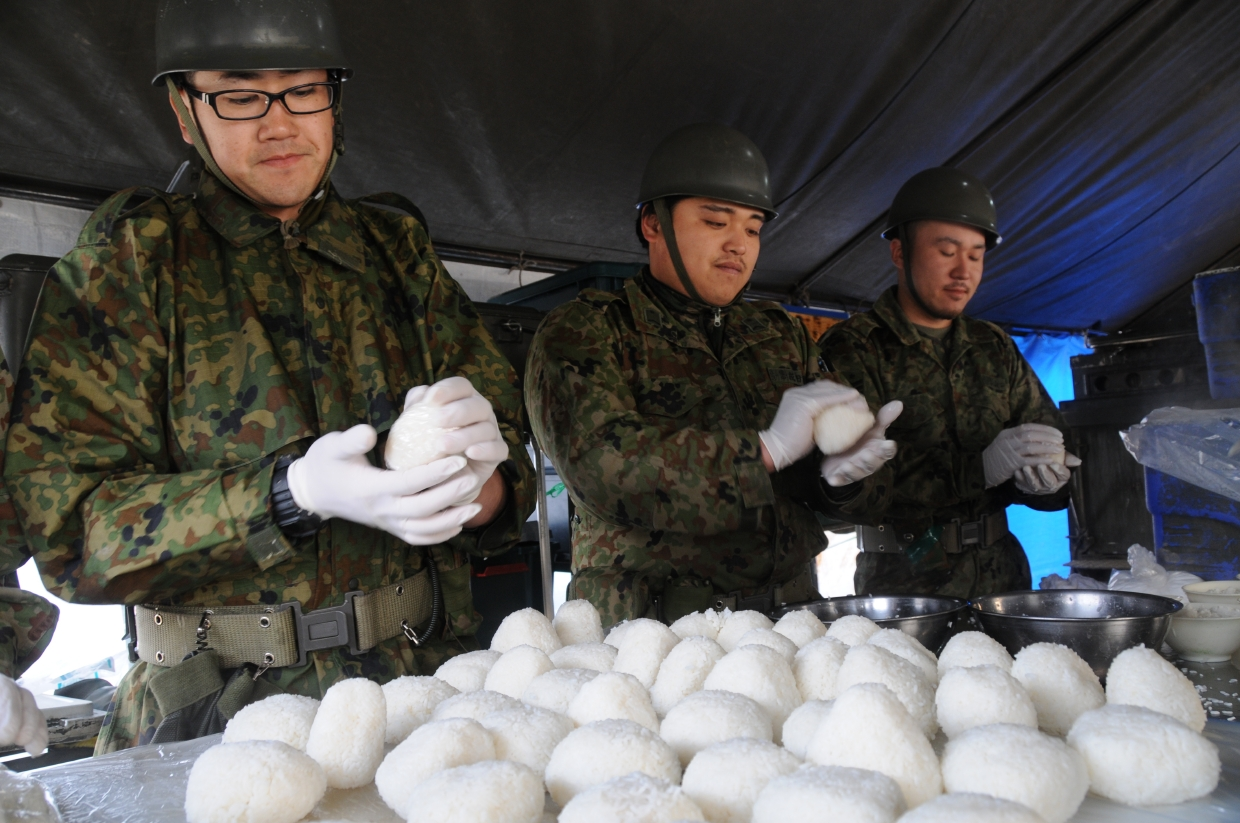
東日本大震災における自衛隊の災害派遣活動の一環としての給食支援で、おにぎりを作る隊員達。

「おにぎりの日」が2つ、「おむすびの日」が1つある。
1987年（昭和62年）に杉谷チャノバタケ遺跡で「粽状炭化米塊」が出土した石川県鹿西町（当時）は、この「おにぎり」の発見を記念して「おにぎりの日」を制定している。「鹿西（ろくせい）」をもじった「6」と毎月の「米食の日」とされている「18日」を合わせて「6月18日」とし、2002年（平成14年）10月1日、日本記念日協会がこれを認定した。これに加えて、鹿西町の合併後の自治体である中能登町は町の合併10周年を機に2015年（平成27年）6月19日付で「11月18日」も「おにぎりの日」に制定した。こちらは「おにぎり」が発見された「11月」と毎月の「米食の日」である「18日」を合わせた日付である。日本記念日協会認定。
2000年（平成12年）12月26日、JA等で組織された「ごはんを食べよう国民運動推進協議会」が、阪神・淡路大震災の日である「1月17日」を「おむすびの日」に制定した（日本記念日協会認定）。震災当時、ボランティアによる炊き出しに被災者が励まされたことに因んでいる。

### 年表

#### 近世以前
- 弥生時代中期（紀元前1800年代） - おにぎり的特徴が無いわけではない既知で最古の遺物／能登半島にある眉丈山丘陵部で営まれていた集落（現・杉谷チャノバタケ遺跡）にて、粽状炭化米塊（※発見当時は『最古のおにぎり』と考えられた）の埋没層が形成された時期。
- 弥生時代後期後半（3世紀） - 相模平野の北金目台地で営まれていた集落（現・北金目塚越遺跡）にて、おにぎり状炭化米の埋没層の形成期。
- 古墳時代後期（5世紀後半- 6世紀後半） - 多摩丘陵に発する鶴見川水系・早渕川流域の拠点的集落（現存しない北川表の上遺跡）にて、大きなおにぎり状炭化米の埋没層の形成期。
- 養老5年（721年、奈良時代初期） - 握り飯という料理の初出記録／『常陸国風土記』の成立。「筑波郡」の条に「握飯」の記述あり。
- 平安時代 - 現代型の握り飯の直接の起源である「屯食（とんじき）」という食べ物があった。
- 鎌倉時代末期頃 - この頃からうるち米が使われるようになった。
- 室町時代 - 口承文芸として御伽草子『おむすびころりん』が成立したと考えられる。
- 元禄年間（1688-1704年間、江戸時代前期） - 海苔の養殖が普及したことで四角い板海苔が「浅草海苔」の名で江戸の市場に登場し、一説には、これを機に海苔巻きおにぎりが生まれたという（※昭和5年起源説と相剋）。
- 文化元年（1804年、江戸時代中期） - 小林一茶が俳諧集『文化句帖』を刊行。所収の句に「雲の峰立や野中の握飯」あり。
- 嘉永6年（1853年、幕末間近） - 『守貞謾稿』が編纂される。握り飯についての記述多数あり。ここには握り飯に海苔を巻くとは記載されておらず、海苔巻きおにぎり元禄起源説の反証的史料となっている。

#### 近現代
- 1898年（明治31年） - 正岡子規が俳句集『月見』を刊行。所収の句に「稍醉ひし月の酒宴や握飯」あり。
- 1930年（昭和5年） - このころ日本は海苔景気に沸いており、一説には、神戸沖で観艦式が行われた際に海苔巻きおにぎりが生まれたという（※元禄起源説と相剋）。
- アメリカによる沖縄統治時代（1945年-1972年間） - 沖縄県にて、この時代にポーク玉子おにぎりが登場し、普及する。
- 1978年（昭和53年） - 包装開発史の始まり／日本のセブン-イレブンがおにぎり専用フィルム包装システムを開発し、美味で衛生的かつ大量生産販売が可能なおにぎり市場の道を拓く。製造販売業各社による包装形態を中心とした開発史がここに幕を開ける。
- 1984年（昭和59年） - 北川表の上遺跡の古墳時代後期層からおにぎり状炭化米が出土する。
- 1986年（昭和61年） - 食糧庁（現・農林水産省総合食料局）らが「ふるさとおにぎり百選」を選定。
- 1987年（昭和62年）11月12日 - 杉谷チャノバタケ遺跡の弥生時代中期層から粽状炭化米塊が出土し、当初は「最古のおにぎり」と見なされた。
- 1990年（平成2年） - うえやまとちの長期連載料理漫画『クッキングパパ』の第213話でおにぎらずが描かれる。
- 2000年（平成12年）12月26日 - 「ごはんを食べよう国民運動推進協議会」が阪神・淡路大震災の日である「1月17日」を「おむすびの日」に制定（日本記念日協会認定）。震災当時のボランティアの炊き出しへの感謝が籠められている。
- 2001年（平成13年）12月 - 高級おにぎりが日本の販売市場に登場。和紙を使った包装の登場。
- 2002年（平成14年）10月1日 - 当時の石川県鹿西町が「6月18日」を「おにぎりの日」に制定（日本記念日協会認定）。
- 2010年4月24日 - Unicode 6.0.0 に emoji（世界規格の絵文字）🍙 が実装される。
- 2013年（平成25年）2月 - 任意団体おにぎり協会が設立。
- 2013年（平成25年）10月24日 - 東京都渋谷区渋谷にて、日本おにぎり協会の設立。
- 2014年（平成26年）2月20日 - 任意団体おにぎり協会が一般社団法人おにぎり協会として法人登記。
- 2014年（平成26年）
  - 1月17日 - 第13回「おむすびの日」で行われた好きな具ランキング。順位は、1. 鮭、2. 梅干し、3. 明太子、4. ツナ、4. 昆布、5. たらこ。
  - 7月 - 沖縄県那覇市にて、ポーク玉子おにぎりの専門店が初めて開店する。
  - 9月初旬 - 料理レシピサイト「クックパッド」の人気検索キーワードに「おにぎらず」が突然ランクインし、これを機にブーム化する。
- 2015年（平成27年）6月19日 - 石川県中能登町が「11月18日」を「おにぎりの日」に制定（日本記念日協会認定）。
- 2018年（平成30年）11月30日 - 「ミシュランガイド東京2019」のビブグルマンで世界で初めて「おにぎり」のカテゴリが登場。

## 地域による呼称
「おむすび」「握り飯」や、単に「むすび」「にぎり」などと呼ばれる。「握りま（ん）ま」（青森県、秋田県等）、「おにんこ」（栃木県）、「にんにこ」（和歌山県）といった、日本語の方言もある。
歴史的には、古くは「握飯」（にぎりいい）と呼ばれていたものが「握り飯」（にぎりめし）に変化し、女性語の「おにぎり」になったと考えられる。「おにぎり」「おむすび」どちらも握り飯の丁寧語であるが、後者の呼び名は元は子供語、御所の女房言葉であった。また、国語学者の吉田金彦は「おむすび」は「おにぎり」や「握り飯」と比べて婉曲的な表現で丁寧な語感があり、寿司にも握りがあり、上等であるが、むすびはない、むすびは飯だけの粗末な響きがあるとしている。
東京でも古くは「おむすび」であったが、上方から新しく言葉が広まったとされ、近畿地方では「おにぎり」が優勢で、九州・沖縄地方では「おにぎり」「にぎりめし」が大半を占める。また北海道、関東地方、四国では両者が拮抗し、中部地方及び中国地方では「おむすび」が優勢とする研究もある。2013年（平成25年）の調査によると、日本全国では「おにぎり」が89%で、10%の「おむすび」を圧倒した。地域別でも全都道府県で「おにぎり」が「おむすび」を上回り、「おむすび」が比較的多いのは、中国地方の山口県（45%）、広島県（38%）等であった。なお、「おむすびころりん」に関しては全国的に「おむすび」であり、「おにぎりころりん」とは言わない。

## 構成・形状
おにぎりを構成する主な要素は、形・飯・具・包みである。

### 形

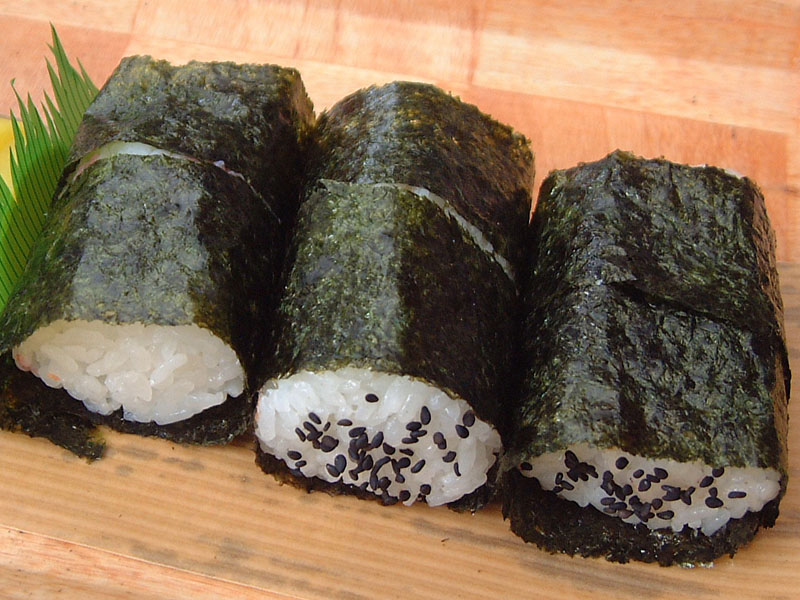
俵形のおにぎり

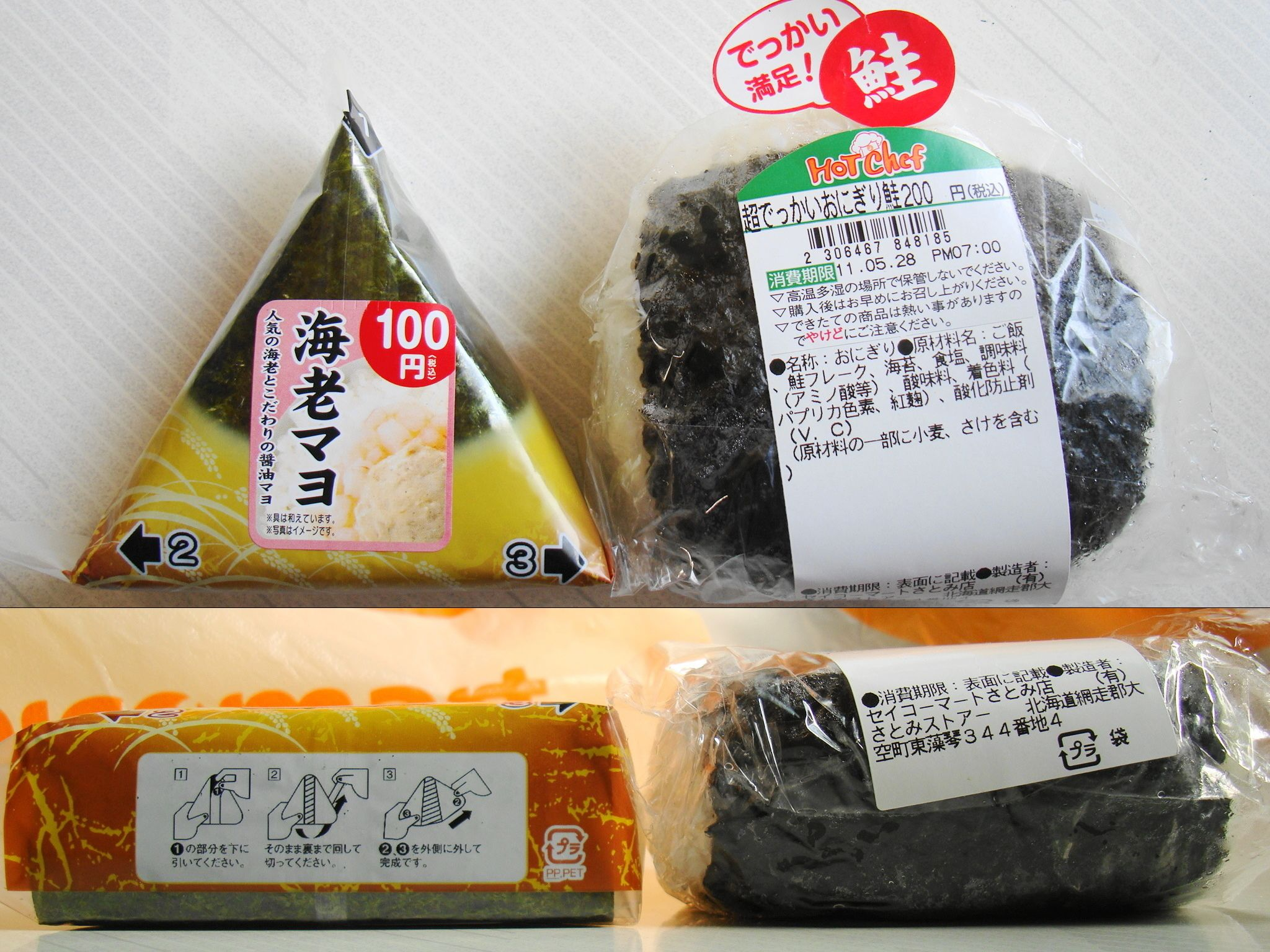
三角おにぎり（左上）と、四角形に近い大型で特殊なおにぎり（右上、右下）。

三角形・円形・俵形・球形の4つが主要な型とされる。江戸時代後期に編纂された類書『守貞謾稿』には「三都トモ、形定ナシト雖ドモ、京坂は俵形ニ制シ･･･」「江戸ニテハ、円形、或ハ三角等･･･」と記されており、京都・大坂では俵形、江戸では円形・三角形が一般的であったことが窺える。江戸では円形よりも三角形が多かったともされる。
三角形
高さの無い三角柱の形。握りやすいので一般的である。関東地方発祥といわれ、山形に握った頂点に神が宿ると信じられたため、三角形になったとの説もある。コンビニエンスストアで販売されているおにぎりの主流の形状である。
俵形
米俵と同じ形。言い換えれば、横に倒した円柱形。弁当箱に収まりやすく幕の内弁当で用いられる。かつては関西の標準型であった。
円形
高さの無い円柱形。主に東北地方で見られる。球形を押しつぶしたような形であり、おにぎりを（特に味噌を塗って）焼くことが多かった東北地方で、網の上で転がらないように変化したものと考えられる。
球形
文字どおりの球の形。手毬形。九州に多いが、日本全国に分布する。方向性がないので、美しく球形にするのが難しい。
四角形
高さの無い直方体。九州や台湾で見られる。押し寿司に近い。
五角形
五角と合格をかけたおにぎり。
その他
梅の花形、星形など。金型に押し入れて作る場合、様々な形のものがある。

### 飯
日本で主食として食べられるジャポニカ米で炊いたご飯は、冷めてもでん粉が硬くなりにくく、味も落ちにくいため、他の品種と比べておにぎり作りに向いている。
コンビニエンスストアなどで販売されているおにぎりの中には、「冷めても美味しい」性質が一段と高い低アミロース米が用いられることも多いが、家庭で作られる物は、普段食されているうるち米を炊いた物とするのが普通である。
一番多いのは白飯であるが、他にもチャーハン、ピラフ、チキンライス、ドライカレー、ナシゴレン、炊き込みご飯、焼きおにぎりや揚げおにぎりなど様々な味付け・調理法のバリエーションがある。
もち米を炊いた赤飯のおにぎりもある。赤飯のおにぎりは、胡麻塩の味付けのみで、具無しが普通である。

### 具
おにぎりに入れる具は白飯と相性が良く、味の濃い物（防腐の意味もある）が多い。炊き込みご飯や混ぜ込みご飯のように、ご飯自体に味が付いている場合は、具を包み込まないのが一般的である。
具は中央に埋め込まれるのが一般的だが、スパムむすびのスパム（ランチョンミート）や松茸などのように、表面に張り付ける具もある。
梅干しや削り節、昆布などの佃煮が、昔からの定番である。これは携帯食として利用されていた頃は高い保存性、殺菌作用が具材に求められていたからであり、味付けも腐りにくいように塩分を濃くしていた。具が入らない場合は「塩むすび」になる。
2014年（平成26年）の日本での調査では、好きな具は、鮭、梅干し、明太子、ツナ、昆布、たらこ、その他、かつお、高菜漬の順であった。

### 包み

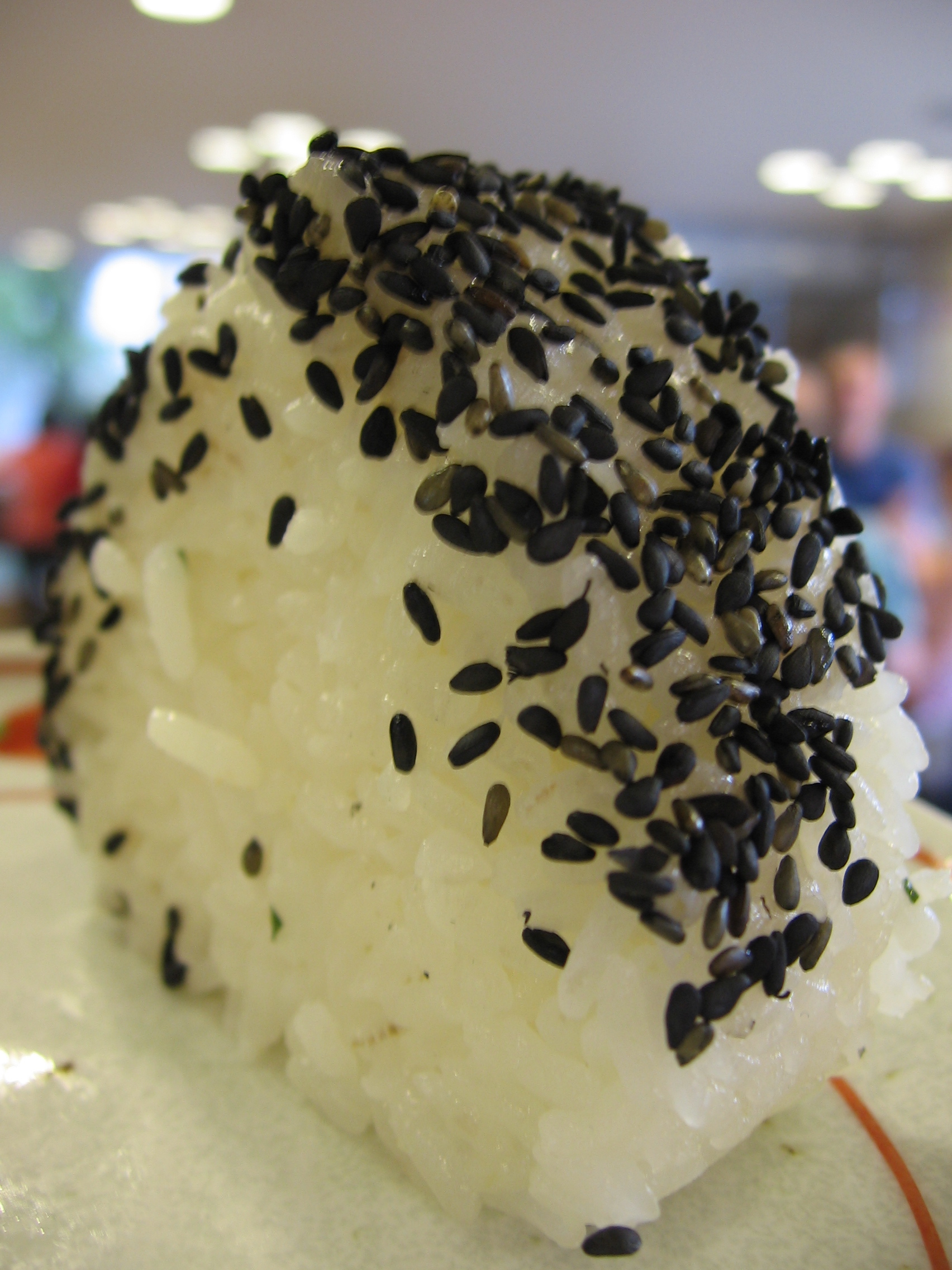
黒胡麻をまぶしたもの

おにぎりの包みには大抵は海苔が使われる。関東では焼き海苔、関西では味付け海苔が好まれる他、板海苔を使う地方もある。
海苔での包み方は様々である。三角形のお握りの場合は、次のような方法がある。
1. おにぎり全面に満遍なく包む。
2. 側面の1面のみから前後面に渡す形で貼る。
3. 側面一周に巻く。

また、海苔以外に長野県では野沢菜、富山県や石川県、福井県（昆布の一大消費地）ではとろろ昆布、和歌山県では高菜の漬物（めはりずし）、宮崎県の肉巻きおにぎり、山口県では甘くないきな粉をまぶした「きなこにぎり」、鹿児島県奄美地方の徳之島や奄美大島では「たまごおにぎり」として薄焼き卵を使うなど、地域性が出る物で包んだおにぎりや、チキンライスを薄焼き卵で包んだオムライス風おにぎりなどもある。沖縄県では蒲鉾で包んだバクダンおにぎりも存在する。
一方、包みを施さずにふりかけ類をまぶすという技法もある。胡麻（黒または白）、田麩、のりたま、柚子胡椒などが使用される。具を入れない「塩むすび」では、少量の胡麻を表面に振る物もある。地域によってはきな粉をまぶしたり、味噌を塗ったりする例もある。

### 包装

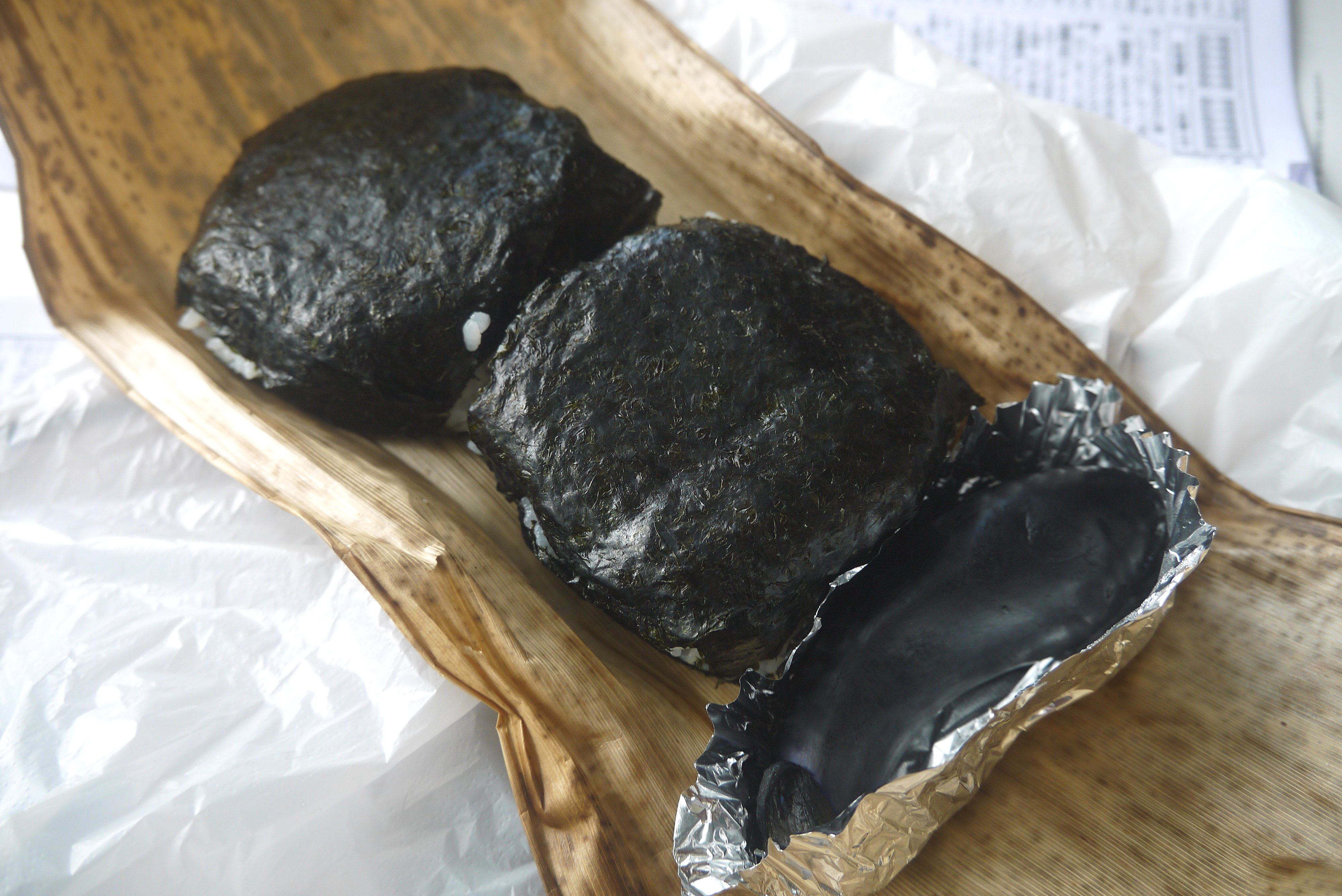
竹皮を包みに使ったおにぎり弁当

おにぎりを包装するためには、主として食品用ラップフィルム、アルミホイル、和紙などが使用される。おにぎりには色や匂いが移りやすいので、色落ちするもの、臭気のあるもの（金属臭も含む）は避けられる。
近代以前には主流であった竹皮やハランの葉で包むことは今では少なくなったが、それでも竹皮には、高い抗菌性と通気性、保水性と消臭効果があることから、多分野の食品業者を中心として愛用する人が存在する。通信販売の取り扱い商品としても姿を消すことは考えられない。その代表的な用途でおにぎりに関連するものと言えば、第一に包むことであり、第二には織り込んだ竹皮の弁当箱である。

### 海苔の巻き方
あらかじめ飯に海苔を巻いておくことでしっとりして飯との一体感を増した海苔を味わうものと、食べる間近まで飯と海苔を密着させないことで乾燥した海苔のパリパリ感を楽しむものとがあり、昔から個々人によって好みが分かれる。前者を「直巻き（じかまき）」、後者を「後巻き（あとまき）」と呼ぶこともある。すぐに飯と馴染んでほぐれのよいしっとり好みに向く海苔と、簡単には形を崩さないパリパリ好みに向く海苔がある。パリパリおにぎりの市販が1978年（昭和53年）にコンビニエンスストアから始まり（※詳しくは「#包装開発史」を参照のこと）、特に三角おにぎりでこのタイプは定番化したため、コンビニおにぎり言えばパリパリ海苔（後巻き）のほうをイメージするが、実際に取り扱っている商品の種類では両タイプは拮抗している。一方で、専門店などで作り置きを販売する場合は、多くはしっとり海苔のおにぎり（直巻き）であり、そうしたものは買って手に取った時点で飯と海苔がよく馴染んでいる。また、客の目の前で作るなどする業態の専門店では、食べ始めはパリパリを楽しみ、食べ進むほどにしっとりを味わえることを売りにしている例もある。

## 作り方
おにぎりは以下のようにして作る。
1. ぬるま湯に浸して軽く水をきった手に塩を軽くまぶし、蒸らしたご飯を1個分のおにぎりに見合う量だけ取る。この塩を手塩という。
2. まずは外側を軽く固める程度に握り、中央に具材を埋める。
3. 複数回に分けて回しながら均一に一気に力をかけて握り、形を整える。何回も握ると、中まで固くなる。柔らかすぎると崩れるが、固く握りすぎると食感が悪くなる。

手に付着した黄色ブドウ球菌などがおにぎりに移らないように、梅酢で手を洗うか、ラップに包んで握るのもよい。生活雑貨店等で市販のプラスチック製の「おにぎりの型」を使うと、ご飯を詰めるだけで簡単におにぎりの形に仕上がる。大量生産を目的とする弁当工場では「おにぎり成形機」が用いられる。
おにぎりは色々な場面で食されているが、携行性より美味しさを求めて、以下の点に配慮する。
- 口に含んだ食感が柔らかい。
- ご飯の中に入れる具材に多様性を求める。
- 昨今の減塩対策と職種ごとに異なる発汗量を考慮し、塩分を控える。
- 海苔は好みで巻く。巻き方は様々である。

## バリエーションと派生形

### 焼きおにぎり

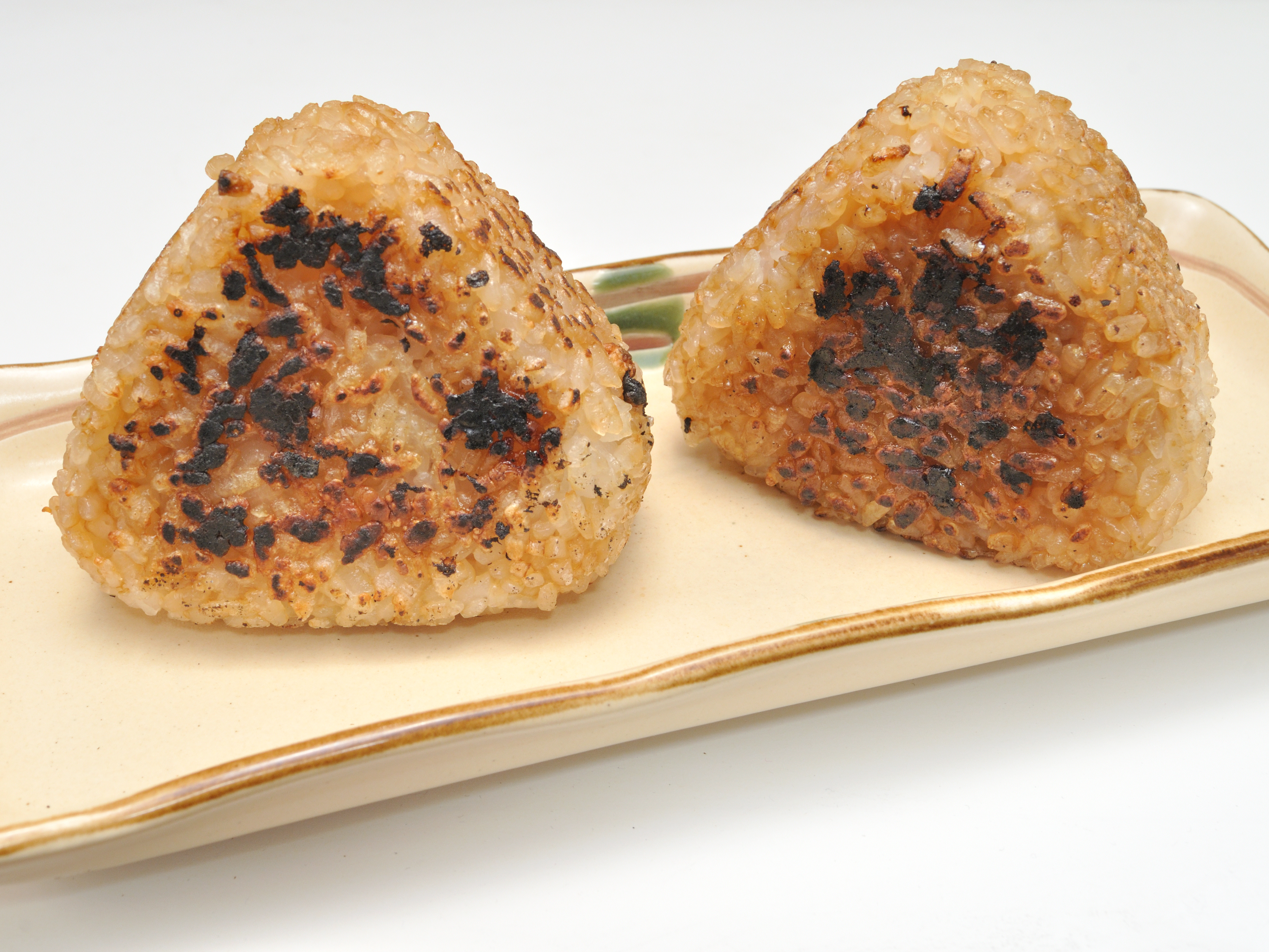
焼きおにぎり

焼きおにぎりとは、白飯を握ったのち、焼き網やグリル、専用の道具である焼きおにぎり器などで焦げ目が付くまで焼き、醤油や味噌を塗って、さらに炙ったものである。焼きおにぎりは冷凍食品として市販もされている。

### 揚げおにぎり
揚げおにぎりとは、白飯を握った後、（表面に片栗粉をまぶす方法もあり）、フライパンや中華鍋などできつね色になるまで食用油で揚げ焼きにしたものである。油を使うので、焼きおにぎりよりもコクがある。単体で食す場合には、醤油や味噌や塩で味付けする。
さらに器に盛りつけ、刻んだ小ネギ（アサツキ）、三つ葉、わさび、おろし生姜、刻み海苔、梅干しなどの薬味を添え、熱々の和風出汁をかけて（汁の具に大根などを用いてもよい）、出汁を吸った揚げおにぎりを崩しながら食す。
あるいは器に盛りつけ、揚げおにぎりの和風出汁あんかけにする場合もある。
炊き込みご飯などの和風味付け・具あり飯を揚げるバリエーションもある。中にとろけるチーズを仕込んだり、ケチャップやカレーなどの洋風味付け・具あり飯を揚げ、洋風出汁（スープ）をかける洋風バリエーションもある。洋風バージョンはライスコロッケに似ている。

### おにぎらず

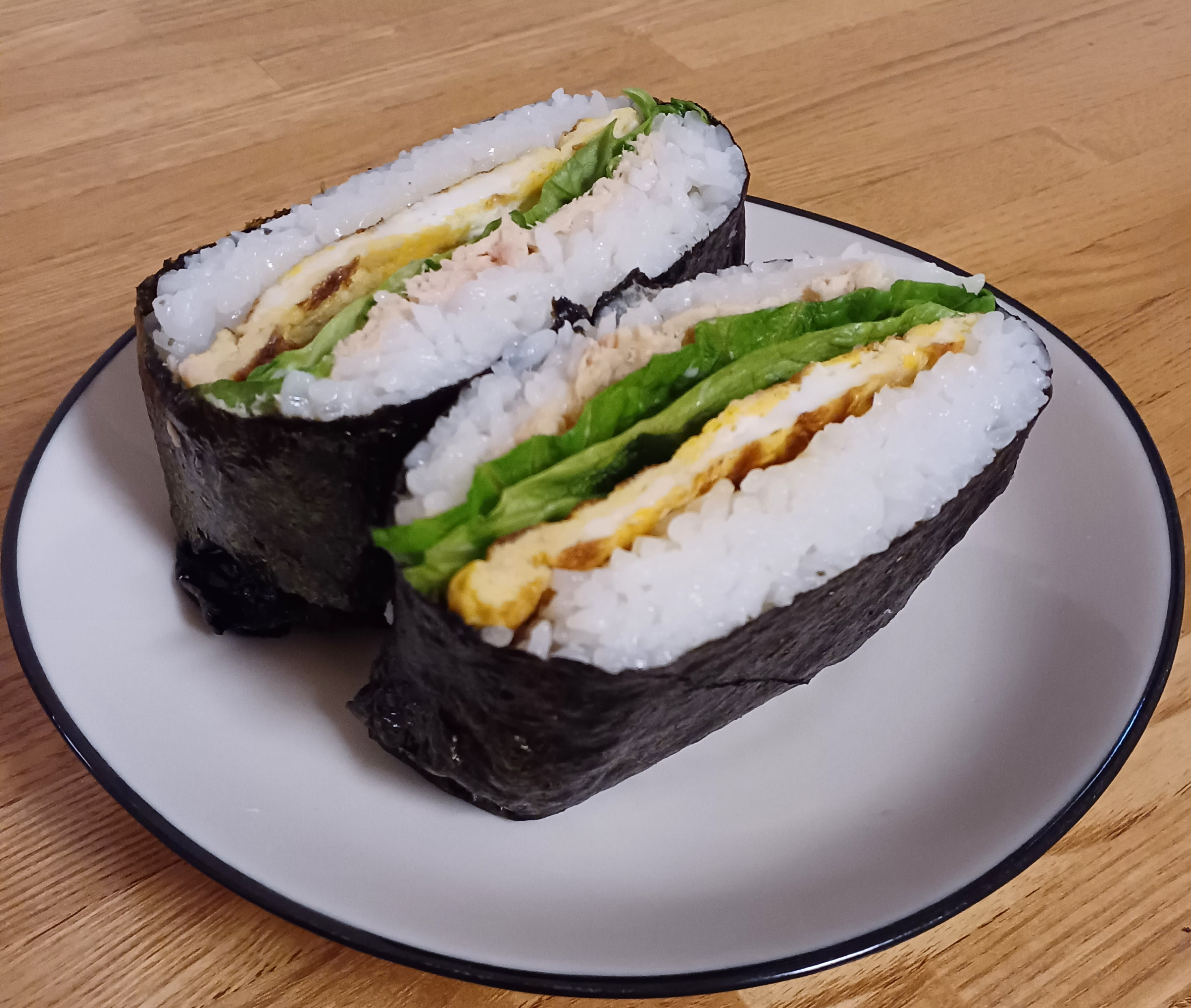
おにぎらず

おにぎらずは、ご飯を手で握らず、大判の海苔で風呂敷包みのように包むだけのおにぎりの一種。「おにぎりとは違って手でギュッとは握らない」ため、おにぎらずと呼ばれている。
うえやまとちの長期連載料理漫画『クッキングパパ』の COOK.213（第213話）「超簡単おにぎり おにぎらず」（1990年〈平成2年〉初出・初掲載。1991年〈平成3年〉5月23日刊行の単行本第22巻収録）で紹介されたものがオリジナルであり、考案者は漫画家本人の夫人。
2014年（平成26年）9月初旬、日本最大の料理レシピサイト「クックパッド」の人気検索キーワードに「おにぎらず」が突然ランクインし、これをクックパッドがクックパッドニュースの特集ページで紹介したことをきっかけに好評を博して一気にウェブメディアに拡散した。人気となった理由について、クックパッドでは「簡単で作りやすい」「いろんな具がはさめる」「小さな子供も食べやすい」ことを挙げている。2015年3月16日には、海苔メーカー各社からおにぎらず専用海苔も発売され、人気商品となった。2015年の「今年の一皿」に選出されている。
クックパッドが紹介した『クッキングパパ』の元祖おにぎらずの作り方は以下の通り。
1. 「かつお節をわさび醤油で和えたもの」と「梅干しのシソ」をご飯200gに混ぜ込む
2. 混ぜご飯を全形の海苔に広げ、具材（明太子と叩いた梅干し）を広げた混ぜご飯の上にのせる。
3. 海苔の四隅を持ち上げてご飯ごと包み、裏返して安定させる。

また、読売新聞が紹介したおにぎらずの作り方は以下のとおり。
1. 蒸らしたご飯300グラムに一つまみの塩を加え、4等分する。
2. ラップの上に手巻きずし用の海苔を置き、その上にご飯と具材（卵とチーズ、豚肉とピーマンの炒め物など）と共に海苔の中央に置く。
3. ラップごと半分に折って包み、海苔がなじむまで置く。
4. 包丁で2つに切る。

どちらも、海苔の周辺部分には具材やご飯を敷き詰めないのが上手く作るコツとしている。
具材に使える食材の幅が通常のおにぎりよりも広く、コロッケや天ぷら、半熟卵、から揚げ、金平ゴボウ、焼きそばなど、多くのバリエーションが生み出されている。スパムと目玉焼きを包んだハワイ風のものや、スモークサーモンとクリームチーズを包んだオードブル風なども考案されている。

### その他

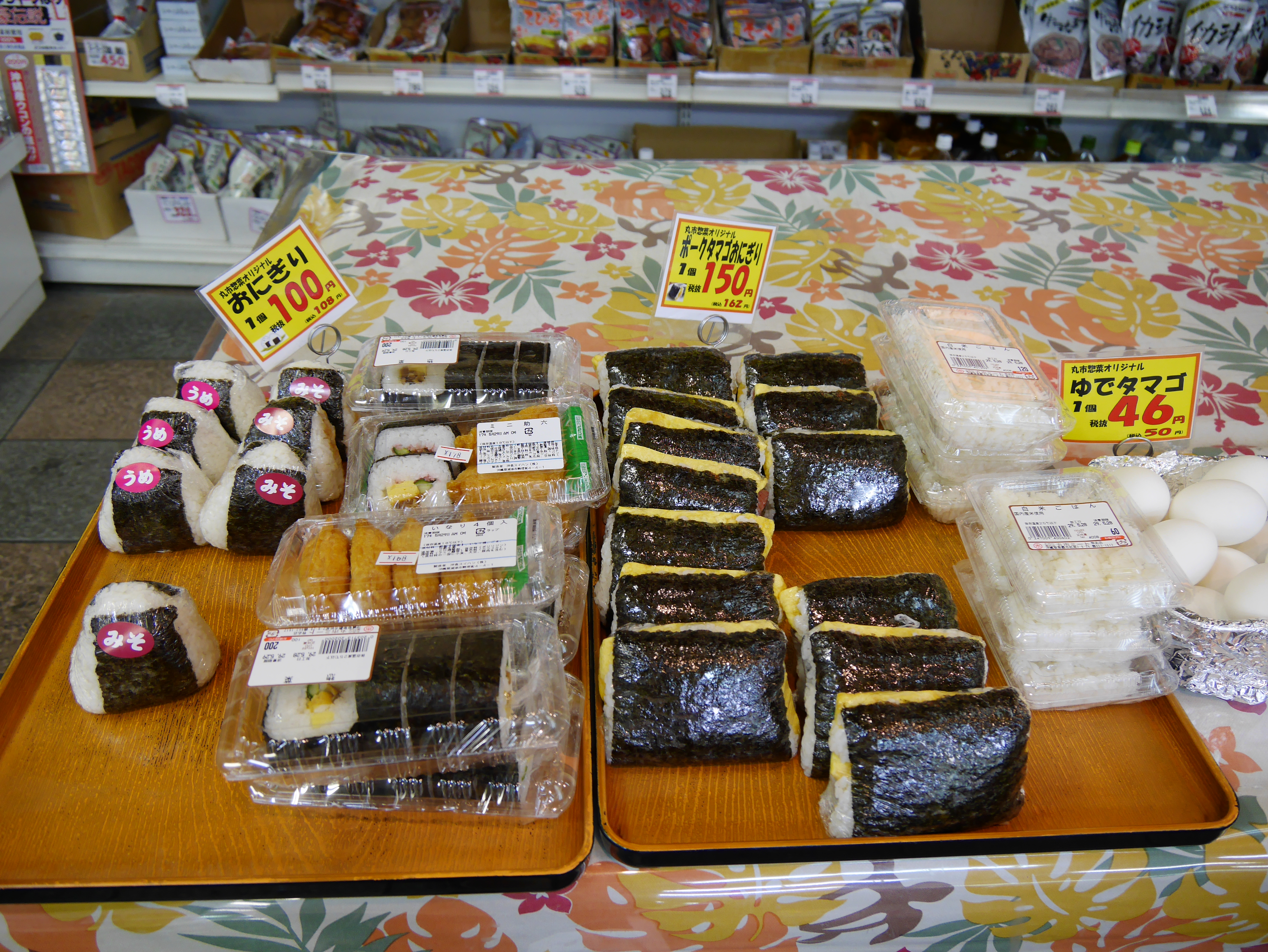
ポーク玉子おにぎり（中央）

- きりたんぽ - 秋田県の名物。元々は、マタギが食事のときにおにぎりを木の棒に差して焼いたのが起源という説がある。
- 天むす
- たぬきおにぎり - 天つゆで味付けした天かす（揚げ玉）入りおにぎり。別名「悪魔のおにぎり」[75]。
- 肉巻きおにぎり
- しぐれ肉巻きおにぎり
- チャーシューおにぎり
- バクダンおにぎり
- ジュンドッグ
- ポークたまごおにぎり
- オニササ - 主に沖縄県石垣市で食される、おにぎりとささみフライを合体させる食べ方
- ライスバーガー - ハンバーガーのバンズの代替品にご飯を使用したもの
- ご馳走おにぎり - 具材を贅沢に使用し、目印として具材を三角おにぎりの頂部にも載せたもの。専門店も登場し、2023年の「今年の一皿」に選出された[76][77]。

## 各国における現状
日本と同じ米作地帯である中華人民共和国、台湾、朝鮮半島（韓国と北朝鮮）、タイの一部でも、おにぎりは作られる。世界的に炊飯前に米を研ぐという風習はあまりなく、そうして炊かれた飯は冷めると味が落ちる。調味しない飯を食す習慣も持つ中国や朝鮮半島では「炊いた飯は温かい状態で食べるもの」という意識が強い。おにぎりなどの冷や飯に対し「施しを受けた下賤な者が仕方なく食べる物」「やむを得ない場合の携行食」といった悪いイメージが根強い。また、これらの国では米を素手で触ることへの抵抗が大きい。中国で箸が発明され、日本を含む東アジアに広まっていったが、日本では（インドなどの宗教的な理由ではない）手食文化が比較的残った。しかし近年は、日本においても他人の握ったおにぎりを食べることに抵抗を感じる人が増えてきている。
中国では「飯糰」（ファントゥアン、「飯団子」の意）と呼ぶ。福建省には「草包飯」（ツァオバオファン、cǎobāofàn）というおにぎりの一種があるが、これはご飯の中に肉、ソーセージ、椎茸などを具として入れ、これらを編んだ草の袋に詰め込んで携行するものである。
タイでは、おにぎりに不適なインディカ米を主食としているが、うるち米ではなくもち米（カオニャオ）を主食とするタイ東北部では、球状にまとめた米飯を草の葉に包んで携行するという習慣が伝統的に見られる。
ベトナムでは「コムナム」というおにぎりの一種があり、携行食とされるが、戦時中の貧困を想起させるとして否定的に捉えるベトナム人もいる。
台湾では、駅弁や寿司なども含め、日本料理が広く知られていることもあり、おにぎりに対して下賤なイメージは以前ほどない。現地で売られているおにぎりは日本のものとは異なり、もち米で作られている場合がある。具材も肉鬆（豚肉の田麩）や揚げパンなど、日本のものとは少々趣が異なる。四角状で通常の1.5倍程度の大きいものに人気がある。
日系企業のコンビニエンスストアが台湾や上海などに上陸し普及するようになって、現地で日本式のおにぎりも人気を博した。これを受けて、日本の米に近い品種の米を使ったおにぎりが、現地の食品工場で製造され販売されるようになった。
韓国では、日本の屯食に近い「주먹밥」（チュモッパ、「握りこぶし飯」または「げんこつ飯」の意）という食べ物が古来からあったがイメージが良くなく、1990年代初頭、「三角おにぎり」が日本系のコンビニで販売開始されたが、発売当初は定着しなかった。その後、先述の好ましくない印象を払拭するため名称を「三角キムパプ」と改め、具をキムチ入りにしたり、海苔や精米の開発をするなどの創意工夫により、2000年代初頭から売れ始め、現在ではコンビニのみならず、専門店もできるほどの人気食品となった。韓国でのコンビニの売上に占める割合では、2006年度には40%以上にまで達したが、2007年度にはパン食志向に押されて30%台となった。
ハワイでは、スパム（ランチョンミート）を具にしたおにぎりが「スパムむすび」という名称で販売されている。
オーストラリアでも、おにぎりがファストフードのメニューとして扱われているというケースもある。

## 詩歌
連歌・俳諧・俳句において、「おにぎり」「おむすび」「むすび」「握り飯/握飯（にぎりめし）」「包み飯（つつみいい）」などは同じものを意味するが、いずれも季題・季語ではない。しかしながら、詠まれることは多く、その際は「握り飯/握飯/にぎり飯/にぎりめし」という表現が好まれ、他はあまり見られない。
他方、川柳の場合、現在では「おにぎり/お握り」「おむすび」なども数多く詠まれている。